# Leptataspis fornax
Leptataspis fornax är en insektsart som beskrevs av Schmidt 1911. Leptataspis fornax ingår i släktet Leptataspis och familjen spottstritar. Inga underarter finns listade i Catalogue of Life.